# Jannero Pargo
Jannero Pargo (22 d'octubre de 1979, Chicago, Illinois) és un jugador de bàsquet professional de l'NBA que ha militat als New Orleans Hornets, Los Angeles Lakers, Chicago Bulls i els Toronto Raptors entre d'altres.
Va acudir a la Universitat d'Arkansas. És un jugador rares vegades vist pels seus bons tirs de triple, Pargo va tenir un gran rol en l'aparició de Chicago en la primera ronda dels playoffs del 2005 quan van enfrontar als Washington Wizards. Va fer un triple mancant cinc segons per a finalitzar la trobada havent estat els Bulls endarrere per 10 punts quan faltava un minut de joc. Els tres punts de Pargo van posar als Bulls davant en el marcador per després perdre per una cistella de Gilbert Arenas.